# Хацерим (авиабаза)
Хацери́м (ивр. חצרים‎) — авиабаза ВВС Израиля, находящаяся в Южном округе Израиля. База расположена возле города Беэр-Шевы. С 2010 года командование базой осуществляет генерал Зив Леви.

## Базирующиеся подразделения
- 69-я эскадрилья истребителей «F-15I Страйк Игл» (ивр. טייסת 69‎);
- 102-я эскадрилья штурмовиков «A-4 Скайхок» (ивр. טייסת 102‎);
- 107-я эскадрилья истребителей «F-16I Файтинг Фалкон» (ивр. טייסת 107‎);
- 123-я эскадрилья вертолётов «Sikorsky UH-60 Black Hawk» (ивр. טייסת 123‎);
- Лётная академия ВВС (включает также Аэробатическую группу ВВС Израиля);
- Музей ВВС